# 제레미 엘로이

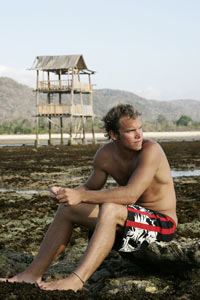
제레미 엘로이

제레미 엘로이(Jérémie Eloy, 1978년 10월 3일 ~ )는 프랑스의 카이트서퍼이다.